# 谢屯乡
谢屯乡，是中华人民共和国辽宁省锦州市凌海市下辖的一个乡镇级行政单位。

## 行政区划
谢屯乡下辖以下地区：
谢屯村、下马村、候屯村、马家湖村、枣坨子村、大么村、黄土村、前才村和光辉村。